# Genus Conophytum : a conograph
Genus Conophytum : a conograph (abreviado Gen. Conophytum) es un libro con ilustraciones y descripciones botánicas que fue escrito por el botánico, horticultor, y profesor estadounidense Steven A. Hammer y publicado en el año 1993.